# Atletism la Jocurile Olimpice de vară din 1896 - Săritura în lungime (masculin)
Proba de atletism săritura în lungime masculin de la Jocurile Olimpice de vară din 1896 a avut loc pe 7 aprilie 1896. Au concurat nouă atleți, săritorii americani dominând competiția, ocupând primele trei locuri. Proba a fost câștigată de Ellery Harding Clark, care ulterior a triumfat și la săritura în înălțime, devenind singura persoană care a câștigat ambele probe la Jocurile Olimpice.

## Sumar
Primele două sărituri ale lui Clark au fost invalidate, dar a treia a fost de departe cea mai bună din competiție. El și-a folosit pălăria ca marcaj pe pistă pentru primele două sărituri, lucru pe care Constantin I al Greciei (care era arbitru la eveniment) l-a considerat incompatibil cu amatorismul; regele a îndepărtat pălăria de fiecare dată. La a treia încercare, Clark nu a mai folosit pălăria.

## Context
Aceasta a fost prima apariție a probei, care este una dintre cele 12 probe de atletism desfășurate la fiecare ediție a Jocurilor Olimpice de vară. Au fost 23 de atleți înscriși, dar doar nouă sportivi au luat startul.

## Formatul competiției
A existat o singură rundă de sărituri. Fiecare atlet a avut trei încercări.

## Program
Ora exactă a concursului nu este cunoscută; a fost al doilea eveniment al sesiunii din după-amiaza zilei de marți. Sesiunea a început la ora 14:30, iar săritura în lungime a avut loc după două serii ale probei de 110 metri garduri.
| Dată                  | Dată                  | Oră | Rundă  |
| Gregorian             | Iulian                | Oră | Rundă  |
| --------------------- | --------------------- | --- | ------ |
| Marți, 7 aprilie 1896 | Marți, 26 martie 1896 |     | Finala |

## Rezultate
| Loc | Atlet                     | Țară                       | Distanță   | Note |
| --- | ------------------------- | -------------------------- | ---------- | ---- |
| 1   | Ellery Harding Clark      | Statele Unite ale Americii | 6,35       | RO   |
| 2   | Robert Garrett            | Statele Unite ale Americii | 6,18       |      |
| 3   | James Brendan Connolly    | Statele Unite ale Americii | 6,11       |      |
| 4   | Alexandre Tuffèri         | Franța                     | 5,98       |      |
| 5   | Adolphe Grisel            | Franța                     | 5,83       |      |
| 6   | Henrik Sjöberg            | Suedia                     | 5,80       |      |
| 7   | Alexandros Chalkokondylis | Grecia                     | 5,74       |      |
| 8   | Carl Schuhmann            | Germania                   | 5,70       |      |
| 9   | Athanasios Skaltsogiannis | Grecia                     | Necunoscut |      |
| —   | Harald Arbin              | Suedia                     | NS         |      |
| —   | Thomas Curtis             | Statele Unite ale Americii | NS         |      |
| —   | Nándor Dáni               | Ungaria                    | NS         |      |
| —   | Ralph Derr                | Statele Unite ale Americii | NS         |      |
| —   | Kurt Doerry               | Germania                   | NS         |      |
| —   | Alfred Flatow             | Germania                   | NS         |      |
| —   | Carl Galle                | Germania                   | NS         |      |
| —   | Fritz Hofmann             | Germania                   | NS         |      |
| —   | Konstantinos Mouratis     | Grecia                     | NS         |      |
| —   | Pál Péthy                 | Ungaria                    | NS         |      |
| —   | Alajos Szokolyi           | Ungaria                    | NS         |      |
| —   | Momcsilló Tapavicza       | Ungaria                    | NS         |      |
| —   | Friedrich Traun           | Germania                   | NS         |      |
| —   | Hermann Weingärtner       | Germania                   | NS         |      |